# ワロチリ地区
ワロチリ地区（ - ちく）(英語：Huarochirí District、スペイン語：Distrito de Huarochirí)は、ペルーのリマ県ワロチリ郡の中にある32の行政区の1つである。
- 面積：249.09km²
- 標高：3,146m（10,322ft）
- 人口：1,579（2005年のペルー国勢調査による）
- 人口密度：6.3/km²
- 首長：Grimaldo Julio Rado Huaringa